# Sándor Balassa
Sándor Balassa (Boedapest, 20 januari 1935 – aldaar, 14 mei 2021) was een Hongaarse componist. 
Hij was onder meer professor emeritus aan de Franz Liszt Muziekacademie in Boedapest. Balassa is internationaal bekend als componist in een neoromantische stijl nadat hij vanaf 1970 afscheid had genomen van het atonaal componeren.

## Biografie
Balassa bracht zijn kindertijd door in Komáron, later verhuisde het gezin naar Komádi in het Hongaarse gedeelte van het comitaat Bihar.
Zijn professionele muzikale opleiding doorliep hij aan het Béla Bartók Conservatorium (Bartók Béla Konzervatórium) te Boedapest (orkestdirectie) en compositie aan het Franz Liszt Muziekacademie (Liszt Ferenc Zeneművészeti Egyetem) te Boedapest als leerling van Endre Szervánsky. Hij deed in 1965 succesvol eindexamen. Hij werkte na zijn examen bij de Hongaars Radio tot 1980. Vanaf 1981 doceerde hij instrumentatie en orkestratie aan de Franz Liszt Muziekacademie, eerst als assistent, later als lector en vanaf 1993 tot 1996 als hoogleraar. In 1996 richtte hij een ondersteunende stichting voor de Academie op om te bewerkstelligen dat deze financieel het hoofd boven water kon houden en de kwaliteit van de Academie gewaarborgd kon blijven. 
Gedurende zijn periode bij de Hongaarse Radio en bij de Academie vond hij altijd tijd om te componeren en hij kreeg vele opdrachten. Ook deed hij mee aan orkestcompetities. Voor de Sergei Koussevitzky Muziekstichting in Washington componeerde hij zijn opus 29, ‘het Lied uit Glarus’, voor het Boston Symphony Orchestra zijn op. 33 ‘Hívások és kiáltások’, zijn opus 35 ‘Dagboek van een Dagdromer’ voor de Elisabeth Sprague Coolidge Foundation in Washington en de Drie Fantasieën voor orkest op. 36 voor het BBC Philharmonic Orchestra. Zijn Requiem voor Lajos Kassák op.15 won in 1972 de eerste prijs in Parijs bij de jaarlijkse Wereldbijeenkomst voor Radio-organisaties.
Vanaf eind jaren 1970 heeft Balassa zijn compositiestijl geleidelijk veranderd. Componeerde hij eerst en vooral in atonale stijl, liet hij na die jaren tonaliteit tot zijn werken toe. Hij neigde meer naar de Europese muziektraditie en nam afstand van ideologieën en strikte compositietheorieën. Hij liet expressiviteit en de schoonheid (en begrijpbaarheid) voortaan als eerste klinken. Het meer bijwerken dan revolutioneren van de Hongaarse nationale muziek kwam hem op veel kritiek te staan. Men verweet hem glad te componeren en te neigen naar filmische uitdrukkingsvormen. Het hoofdbestanddeel van zijn oeuvre is orkestmuziek en opera. Daarnaast componeerde hij vele liederen, enkele cantates en kamermuziek.

## Orkestcomposities
- Zenith, op.10, voor alt en orkest, 1971;
- Iris, op. 22, voor orkest, 1971;
- Glarusi ének, op. 29 voor orkest, (Het lied van Glarus), 1978;
- Az örök ifjúság szigete, op. 32 voor orkest, (Het Einland van de eeuwige Jeugd), 1979;
- Hívások és kiáltások, op. 33 voor orkest, 1981;
- Egy álmodozó naplója, op. 35 voor orkest, (Dagboek van een Dagdromer), 1983;
- Három fantázia zenekarra, op. 36 voor orkest, (Drie fantasieën), 1984;
- Szőlőcske és halacska, op. 40 voor orkest, 1987;
- Tündér Ilona, op. 45 voor orkest (Het Elfje Ilona), 1992;
- Csaba királyfi, op. 46 voor strijkorkest, (Prins Csaba) 1993;
- Bölcskei concert, op. 49, voor strijkorkest, 1993;
- Mucsai táncok - avagy egy komolyzenei Lagzilajcsi fantazmagóriái, op. 50 voor orkest (Dansen uit Mucsa), 1994;
- A nap fiai, op. 54 voor orkest (Zonen van de Zon), 1995;
- Négy arckép szimfonikus zenekarra, op. 56 voor orkest (Vier Historische Portretten), 1996;
- 301-es parcella, op. 58 voor orkest (Pakketje No.301), 1997;
- Pécsi concerto öt szólistára és vonószenekarra, op. 61 voor viool, cello, hobo, fagot, harp en strijkorkest (Concert voor de Stad Pécs), 1999;
- Magyar koronázási zene, op. 63 voor orkest (Hongaarse Kroningsmuziek), 1998;
- Hunok völgye, op. 69 symfonisch gedicht voor orkest, (Dal van de Hunnen), 1999;
- Október virágai, op. 77 voor orkest (Oktoberbloemen), 2003;
- Naphegyi kirándulás, op. 81 voor strijkorkest (Uitstapjes naar Naphegyi), 2003;
- Szegedi concerto, op. 88 voor strijkorkest (Concert voor Szeged), 2004;
- Nyári zene, op. 89 voor fluit en strijkorkest (Zomerse Muziek), 2003;
- Civisek városa, op.91 voor orkest (Muziek voor Debrecen), 2005;
- Utazások Biharban, op. 93 voor orkest (Excursies naar Bihar), 2005;
- Lovagi erények dicsérete, op.100 voor orkest, 2007

Het Hongaarse muzieklabel Hungaroton heeft enkele van Balassa’s orkestwerken gepubliceerd en zijn opera Karel en Anna en opgenomen.

## Bron
- Informatie op Budapest Music Center

- Bibsys: 15015858
- Bibliothèque nationale de France: cb13787357x (data)
- CiNii: DA13108531
- Gemeinsame Normdatei: 130531359
- International Standard Name Identifier: 0000 0001 1737 2669
- Library of Congress Control Number: n82099807
- MusicBrainz: 4030ccd5-5e5e-47a2-bb4a-035c35a856d9
- Nationale Bibliotheek van Tsjechië: xx0154896
- Nationale Bibliotheek van Israël: 987007337995105171
- Nationale en Universitaire bibliotheek Zagreb: 000652181
- Nederlandse Thesaurus van Auteursnamen: 095477284
- Système universitaire de documentation: 157649857
- Virtual International Authority File: 2654536
- WorldCat: E39PBJtmyGGC3rrhqbb7Wg7GpP